# 摩崖石刻

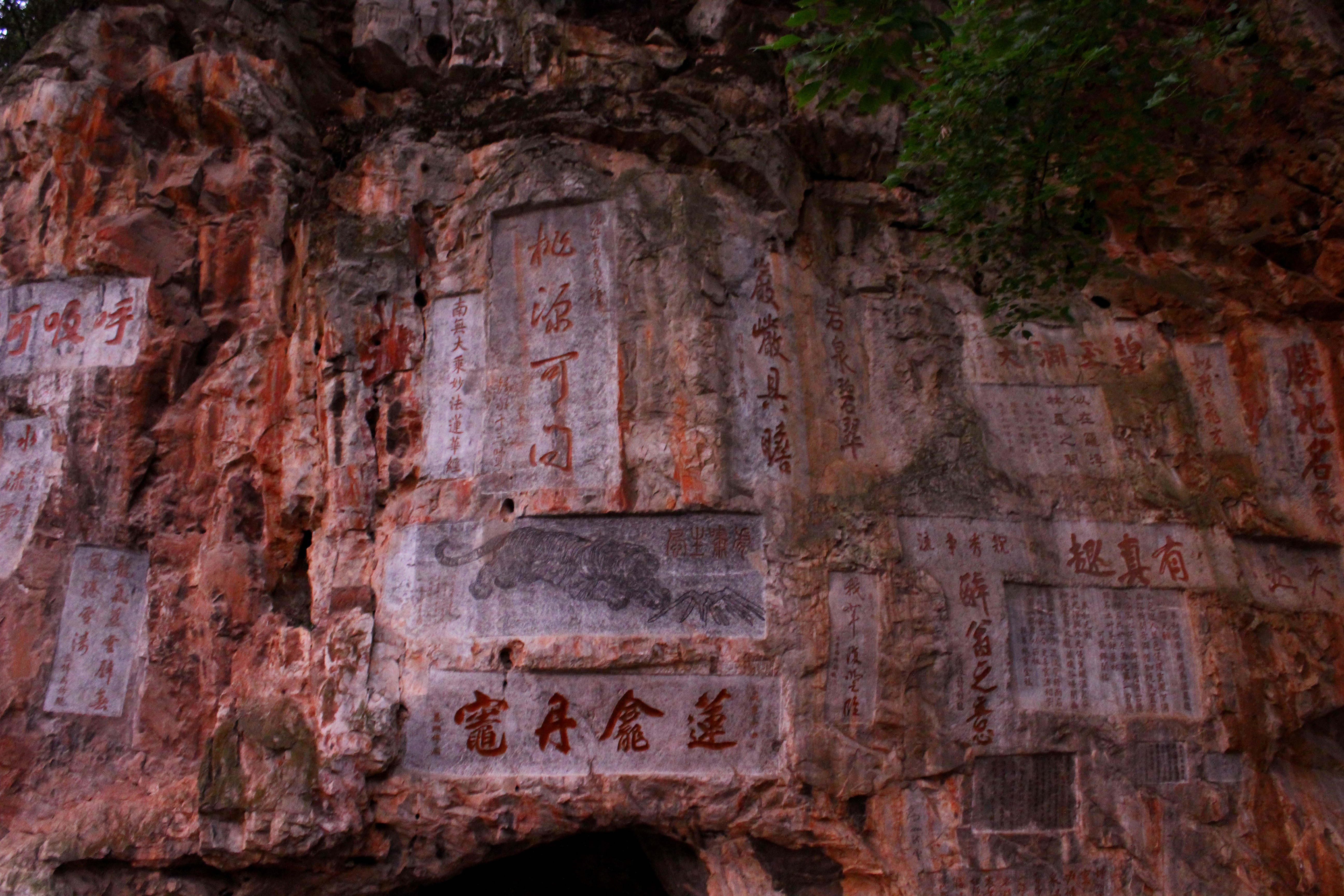
温泉摩崖石刻群，位于云南省安宁市。

摩崖石刻，有广义和狭义之分，广义的摩崖石刻是指人们在天然的石壁上摩刻的所有内容，包括各类文字石刻、石刻造像，还有一种特殊的石刻———岩画也可归入摩崖石刻。狭义的摩崖石刻则专指文字石刻，即利用天然的石壁刻文记事。摩崖石刻起源于远古时代的一种记事方式，盛行于北朝时期，直至隋唐以及宋元以后连绵不断。摩崖石刻有着丰富的历史内涵和史料价值。

## 參看
- 刻石
- 碑林